# كاثرين فاز
كاثرين فاز (بالإنجليزية: Katherine Vaz)‏ هي كاتِبة أمريكية، ولدت في 26 أغسطس 1955 في Castro Valley, California ‏ في الولايات المتحدة.